# Abdellah Idlaasri
Abdellah Idlaasri, né le 4 octobre 1983 à Ruremonde (Pays-Bas), est un joueur international néerlandais de futsal.

## Biographie
Abdellah Idlaasri, surnommé Appie Idlaasri naît à Ruremonde et grandit dans sa ville, en étant issue de parents marocains.
Il atteint les seizième de finales en Ligue des champions de futsal avec le FT Antwerpen et le FC Blok.
En 2010, Abdellah Idlaasri remporte le Soulier d'or en Belgique du meilleur joueur de futsal de l'année.
En 2019, âgé alors de 35 ans, il reprend le futsal et signe au FC Eindhoven, en Eredivisie, après avoir passé deux ans en D2 néerlandaise dans le club de Susterse Boys.

## Palmarès
- Champion de Belgique x2
- Soulier d'or en 2010